# Nanette Newman

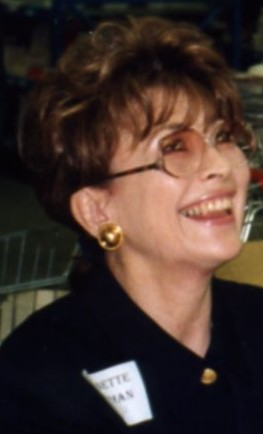
Nanette Newman, 2008

Nanette Newman (* 29. Mai 1934 in Northampton) ist eine britische Schauspielerin und Schriftstellerin.

## Leben
Newman besuchte die Schauspielschule Italia Conti Academy und anschließend die Royal Academy of Dramatic Art in London. Bereits 1945 spielte sie in dem Kurzfilm Here We Come Gathering ihre erste Filmrolle, und ab 1951 wirkte sie auch in Fernsehfilmen mit.
Nach ihrer Heirat mit Bryan Forbes im Jahr 1955 übernahm sie besonders in seinen Inszenierungen in den 1960er Jahren mehrfach Rollen. 1972 wurde sie in der Kategorie Beste Schauspielerin für ihre Rolle in Der wütende Mond für den Britischen Filmpreis nominiert. 1979 gewann sie mit ihrer Darstellung der „Velvet Brown“ in Alles Glück dieser Erde in der Kategorie Beste Darstellerin einen Evening Standard British Film Award. Ab 1972 verfasste sie zahlreiche Kinder- und Kochbücher. Von ihren beiden Töchtern ist Emma Forbes (* 1965) als Entertainerin beim Fernsehen aktiv.

## Filmografie (Auswahl)
- 1953: Gefahr für Barbara (Personal Affair)
- 1956: Das schwarze Zelt (The Black Tent)
- 1960: Die Herren Einbrecher geben sich die Ehre (The League of Gentlemen)
- 1961: Das Landhaus des Dr. Lemming (House of Mystery)
- 1961: Der Mann, der einen Mord vergaß (Pit of Darkness)
- 1961: Der Rebell (The Rebel)
- 1962: Die Dirne Jo (The Painted Smile)
- 1963: Gentlemenkillers (The Wrong Arm of the Law)
- 1964: An einem trüben Nachmittag (Seance on a Wet Afternoon)
- 1964: Der Menschen Hörigkeit (Of Human Bondage)
- 1964: Simon Templar (Fernsehserie – 3. Staffel, 1 Folge)
- 1966: Letzte Grüße von Onkel Joe (The Wrong Box)
- 1967: Flüsternde Wände (The Whisperers)
- 1968: Die Todesfalle (Deadfall)
- 1969: Oh! What a Lovely War
- 1969: Die Irre von Chaillot (The Madwoman of Chaillot)
- 1969: Kapitän Nemo (Captain Nemo and the Underwater City)
- 1971: Der wütende Mond (The Raging Moon)
- 1975: Die Frauen von Stepford (The Stepford Wives)
- 1978: Alles Glück dieser Erde (International Velvet)
- 1985: Die Touristenfalle (Restless Natives)
- 1990: Gezinktes Spiel (The Endless Game)